# 九龍四山

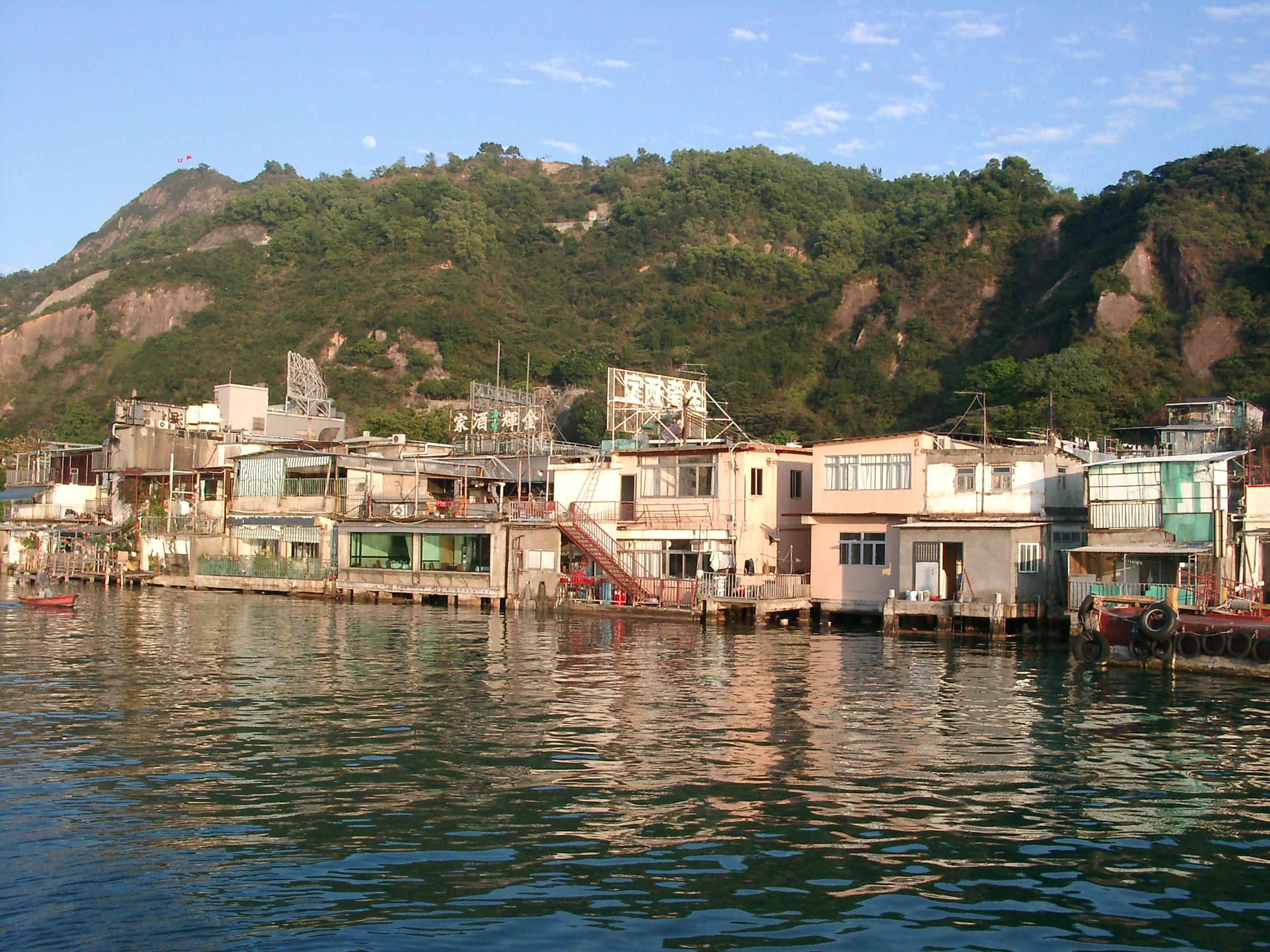
鯉魚門三家村一帶，至今在山坡仍可見到打石的痕跡

九龍四山，或稱四山，是指香港九龍東部四座昔日用作石礦場的山丘及其附屬鄉村，包括牛頭角、茜草灣、茶果嶺和鯉魚門。

## 歷史
香港開埠初期，市區急速發展，需要大量建築石材。刻苦耐勞的客家人，把握機會從中國大陸來香港以人手開採花崗岩，俗稱「打石」，石礦場為「石堂」。
「四山」原本指四座打石的山丘，後來政府建立登記制度，把附近的聚居的零散村落分為現在的四條鄉村。
九龍四山就是其中之一，其「四山公所」設於茶果嶺，供村民商討採石事項及開辦義學。
沙田私塾老師所作的瀝源九約竹枝詞中，便有收句描述到四山：「……清遊忽到蘇茅坪，瞥見牛頭角又生。茜草灣前多石匠，仙歌嘹亮一聲聲……」。
四山的石材除了用於本地之外，還遠銷至廣洲，用作興建石室聖心大教堂。當時人們用木帆船把石材運至廣州，再用人工打鑿、吊裝、粘合。
在新九龍與原九龍融合之前，九龍四山是九龍十三鄉其中四個鄉村。其後隨着城市發展，九龍多個鄉村也遭遷拆，現時只剩下牛池灣、茶果嶺和鯉魚門仍是鄉村。